# Enriko Kehl
Enriko Kehl (Wetzlar, 19 febbraio 1992) è un kickboxer e thaiboxer tedesco.
Combatte nella categoria dei pesi welter per l'organizzazione singaporiana ONE. In precedenza ha militato nelle promozioni K-1, Kunlun Fight, Wu Lin Feng e Glory of Heroes. Nel 2014 è stato vincitore del torneo mondiale K-1 World MAX 2014 nella divisione dei 70 kg, sconfiggendo in finale il thailandese Buakaw Banchamek.

## Carriera
Nativo della piccola cittadina di Wetzlar, Kehl cresce all'interno di una famiglia agiata e all'età di 10 anni, spinto dal padre, inizia ad allenarsi nella muay thai assieme al fratello Juri. Compie il suo esordio amatoriale all'età di 12 anni, conquistando poi un posto per i tornei dilettantistici IFMA. Dopo aver quasi lasciato le arti marziali per il calcio all'età di 14 anni, decide di focalizzarsi definitivamente negli sport da combattimento, convinto nuovamente dal padre.
Debutta a livello professionale ancora adolescente: il suo primo incontro di rilievo si tiene il 5 dicembre 2009 a Bangkok contro Fadi Merza nei quarti di finale della WMC King's Cup, uscendone sconfitto ai punti. Il 10 ottobre 2010 affronta a Darmstadt un altro veterano in Murat Direkçi, venendo fermato per KO tecnico alla prima ripresa.

### ONE Championship
Nell'estate del 2019 firma un contratto con la ONE Championship. Il suo esordio avviene nel mese di agosto in Birmania contro il promettente inglese Liam Nolan, che sconfigge per KO tecnico grazie a una ginocchiata al corpo nel corso della seconda ripresa.

## Risultati nella kickboxing
| 50 Vittorie (30 per KO/TKO), 15 Sconfitte, 2 Pareggi               |           |                           |                                                        |                       |                                   |       |       |
| Data                                                               | Risultato | Avversario                | Evento                                                 | Luogo                 | Modalità                          | Round | Tempo |
| 16-11-2019                                                         | Vittoria  | Armen Petrosyan           | ONE Championship 103: Age of Dragons                   | Pechino, Cina         | KO tecnico (ginocchiate e pugni)  | 2     | 1:55  |
| 08-03-2019                                                         | Vittoria  | Liam Nolan                | ONE Championship 92: Reign of Valor                    | Yangon, Birmania      | KO tecnico (ginocchiata al corpo) | 2     | 2:12  |
| 03-02-2018                                                         | Sconfitta | Yodsanklai Fairtex        | Wu Lin Feng                                            | Shenzhen, Cina        | Decisione (unanime)               | 3     | 3:00  |
| 02-09-2017                                                         | Sconfitta | Sitthichai Sitsongpeenong | Wu Lin Feng - Yi Long Challenge Tournament Semi Finals | Zhengzhou, Cina       | Decisione (unanime)               | 3     | 3:00  |
| 11-04-2015                                                         | Sconfitta | Giorgio Petrosyan         | Oktagon 2015: 20 Years Edition                         | Milano, Italia        | Decisione (di maggioranza)        | 3     | 3:00  |
| 11-10-2014                                                         | Vittoria  | Buakaw Banchamek          | K-1 World MAX 2014 World Championship Tournament Final | Pattaya, Thailandia   | KO tecnico (ritiro)               | 4     | 0:00  |
| Vince il torneo mondiale K-1 World MAX 2014 - divisione dei 70 Kg. |           |                           |                                                        |                       |                                   |       |       |
| 10-12-2013                                                         | Sconfitta | Buakaw Banchamek          | MAX Muay Thai 5: The Final Chapter                     | Khon Kaen, Thailandia | Decisione (unanime)               | 3     | 3:00  |